# الخرادلة
الخرادلة هي قرية سعودية وإحدى قرى منطقة جازان الواقعة جنوب غربي المملكة العربية السعودية، وتقع على ضفاف وادي جازان كما أنها تابعة إداريا لمركز وادي جازان.

## نبذة
عدد سكان قرية الخرادلة لا يتجاوز 5000 نسمة وتتميز بقربها من شركة كهرباء الجنوب. ويتبع للقرية كثير من الأراضي الزراعية، ومن أبرز أهالي قرية الخرادلة مدير عام الشؤون الصحية سابقاً بمنطقة جازان الدكتور حمد بن محمد الأكـشم خردلي، وشيخ القرية عبد العزيز حمد محمد الاكشم ( نيكل ) وهناك القليل ممن هم من هذة القرية يقطنون في مناطق أخرى في المملكة ويعود أصلهم إلى حمد عيسى الحربي بعد أن أتى من شمال المملكة العربية السعودية.